# I. Ferdinánd aragóniai király
I. Ferdinánd (ismert ragadványnevén: Igazságos Ferdinánd, spanyolul: Fernando el Justo; Medina del Campo, Kasztília, 1380. november 27. – Igualada, Aragónia, 1416. április 22.), Aragónia és Valencia, valamint Szicília és Szardínia királya 1412 júniusától 1416. április 22-én bekövetkezett haláláig. 1406-tól kiskorú unokaöccse, II. János király mellett a Kasztíliai Királyság régense is volt.
Ő volt uralkodóháza, a Trastámara-ház első monarchája az Aragóniai Királyságban, bár édesanyja, Eleonóra királyné révén az aragón királyi házból is származott. Nagybátyját, Idősebb Mártont követte a trónon. Ferdinánd volt az utolsó aragóniai király, akit megkoronáztak, és mivel Kasztíliában édesapja, I. János óta már nem tartottak koronázást, így ő volt az utolsó megkoronázott spanyol uralkodó.

## Élete
I. János kasztíliai király és Eleonóra aragón királyi hercegnő (infánsnő) másodszülött fia volt. Anyja révén IV. Péter aragóniai király unokája volt, és ennek a jogán tartott igényt az aragón trónra 1410-ben nagybátyja, I. (Emberséges) Márton aragón király halála után. Kétéves küzdelem után végül megnyerte az aragón örökösödési háborút, és a Caspei Megegyezés értelmében az aragón, a valenciai és a katalán rendek együttesen őt választották királlyá. A megválasztásában jelentős szerepet játszott az avignoni ellenpápa, XIII. Benedek, aki végül I. Ferdinánd trónjelöltségét támogatta. 1414. február 10-én koronázták aragón királlyá Zaragozában. Miután a törvényes római pápával szemben az ellenpápát támogatta, ezért Zsigmond magyar király 1415-ben személyesen látogatta meg Aragóniában a már nagy beteg királyt, hogy a nagy nyugati egyházszakadást megszüntesse. Zsigmondot a ma már Franciaországhoz, de akkor még Katalóniához tartozó Perpignanban, és betegsége miatt ágyban fogadta az aragón király, aki mind Kasztíliára, mind pedig Navarrára befolyást tudott gyakorolni az egyházi irányvonal tekintetében. A két király közötti első találkozó 1415. szeptember 21-én szombaton délután zajlott le, miután Zsigmond délelőtt XIII. Benedekkel folytatott tárgyalásokat. (a következő szöveg korabeli, XX. századi helyesírással és nyelvi stílussal íródott, így némileg eltér a mai változattól):
„Ferdinánd királyt ugyanaznap délután látogatta meg, miután látogatását előre tudatta a királlyal. Ferdinánd betegsége miatt ágyban fekve fogadta Zsigmondot, kinek részére az ágy jobboldalán selyembrokáttal leterített díszes szék volt felállítva. Zsigmond beléptekor háromszoros üdvözlettel köszöntötte és megölelte az ágyban fekvő királyt, sajnálkozását fejezte ki a király betegsége felett, majd helyet foglalva megismertette vele a közte és Benedek között lefolyt délelőtti találkozást. Ferdinánd is örömét fejezte ki a felette, hogy Zsigmondot láthatja, aki oly messze földről, oly nagy veszedelmek között jött ide és reményének adott kifejezést, hogy Zsigmond jövetele üdvös eredménnyel lesz az egyház uniójának megteremtésére. A két uralkodó hosszabb ideig maradt együtt, könnyű, befőttekből álló uzsonnát fogyasztottak el, majd Zsigmond elbúcsúzva Ferdinándtól, a királynét, leányát és Alfonso herceg feleségét látogatta meg. [...] Másnap, szeptember 22-én, vasárnap Ferdinánddal összejöttek Zsigmond, Benedek, az armagnaci gróf, Garai Miklós nádor és a többi egyházi és világi nagyok. A kíséret hátramaradt, Benedek, Ferdinánd és Zsigmond egyedül tanácskoztak. A tanácskozás majdnem három óra hosszat tartott. Zsigmond előadta, hogy immár négy év óta fáradozik az egyház békéjének helyreállításán és azzal az óhajjal jött ide is a találkozásra, hogy azt megvalósítsa.”
XIII. Benedeket végül nem sikerült lemondatni, de I. Ferdinánd elkötelezte magát az egyházszakadás megszüntetése mellett. Ennek eredményeit már nem érhette meg, mert a következő év áprilisában, 35 évesen meghalt. Utóda elsőszülött fia, Alfonz lett.

## Gyermekei
- Feleségétől, Kasztíliai Eleonóra alburquerquei grófnőtől (1374–1435), 7 gyermek:
  - Alfonz (1394/96–1458), V. Alfonz néven aragón és nápolyi király, felesége Trastamara Mária kasztíliai királyi hercegnő (1401–1458), gyermekük nem született, 5 természetes gyermek, többek között:
    - (Giraldona Carlino úrnővel folytatott viszonyból): I. Ferdinánd nápolyi király (1423–1494)

  - Mária (1396 körül–1445), férje II. János kasztíliai király (1405–1454), 4 gyermek, többek között:
    - IV. Henrik kasztíliai király (1425–1474)

  - János (1398–1479), II. János néven navarrai és aragón király, 1. felesége I. Blanka navarrai királynő (1387–1441), 4 gyermek, 2. felesége Juana Enríquez (1425 körül–1468), 4 gyermek, többek között:
    - (1. házasságából): I. Eleonóra navarrai királynő (1426–1479)
    - (2. házasságából): II. Ferdinánd aragóniai király (1452–1516)

  - Henrik (1400–1445), I. Henrik néven villenai herceg, alburquerquei gróf és sogorbi úr, 1. felesége Trastamarai Katalin (1403–1439) kasztíliai infánsnő, 1 fiú, 2. felesége Pimentel Beatrix benaventei grófnő (1416 körül–1490), 1 fiú, többek között:
    - (2. házasságából): II. Henrik sogorbi herceg (1445–1522)

  - Eleonóra (1402/05–1445), férje Eduárd portugál király (1391–1438), 9 gyermek, többek között:
    - Portugáliai Eleonóra (1434–1467), férje III. Frigyes német-római császár (1415–1493), 5 gyermek, többek között:
      - I. Miksa német-római császár (1459–1519)

    - Portugáliai Johanna (1439–1475), férje IV. Henrik kasztíliai király (1425–1474) (l. fent), 1 leány:
      - I. Johanna kasztíliai királynő (1462–1530)

  - Péter (1406 körül–1438), Noto hercege
  - Sancho (1410 körül–1416/17), Calatravai és Alcántarai Rend nagymestere

## Külső hivatkozások
- Foundation for Medieval Genealogy/Aragon Kings Genealogy – 2014. május 13.
- Genealogie Mittelalter/Ferdinand I König von Aragon – 2014. május 13.
- Euweb/Ivrea/Aragon Kings Genealogy Archiválva 2021. február 11-i dátummal a Wayback Machine-ben – 2014. május 13.

| I. Ferdinánd Trastámara-ház Született: 1380. november 27. Elhunyt: 1416. április 22. |                                                                                                  |                     |
|                                                                                      |                                                                                                  |                     |
| Előző Márton                                                                         | Aragónia és Valencia királya, Szicília és Szardínia királya 1412. június 28. – 1416. április 22. | Következő V. Alfonz |